# صندلی وینگ‌بک

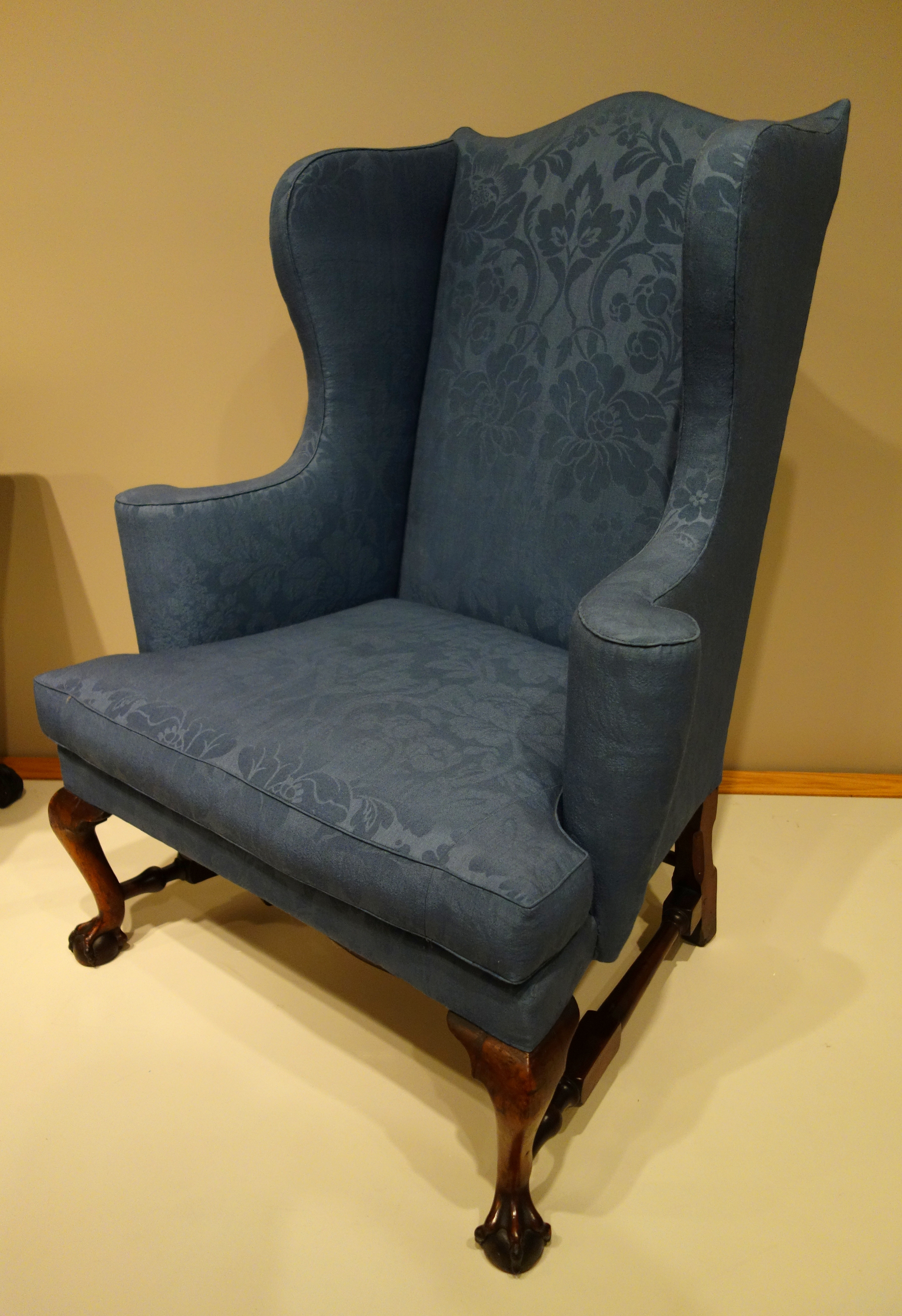
نوعی صندلی وینگ‌بک در قرن هجدهم.

صندلی وینگ‌بک (به انگلیسی: wing-back chair) نوعی صندلی راحتی یا صندلی کلوب هست. صندلی وینگ‌بک دو قسمت بال مانندی (به انگلیسی: wings) دارد که از پشت به صندلی متصل و  تا دسته‌صندلی کشیده شده هست. به کمک قسمت بال‌مانند، جریان هوای گرم در صندلی به دام می‌افتد و فرد از سرمای اتاق به دور می‌ماند. به همین دلیل در گذشته، صندلی وینگ‌بک اغلب در کنار شومینه استفاده می‌شد.
صندلی وینگ‌بک در طی قرن هفدهم در انگلستان طراحی ، و در قرن هجدهم محبوب شد. امروزه صندلی وینگ‌بک تماما تودوزی شده و پایه‌های آن چوبی و نمایان هست.